# Shawsheen Indians
Lo Shawsheen Indians Football Club è stato una società calcistica statunitense con sede ad Andover (Massachusetts).
Noto con il soprannome Indians è stato fondato da George Park e gareggiava nella lega minore della New Bedford Industrial Soccer League.
Nel 1924 George Park cedette il team a George Wallace segretario privato di William Wood proprietario della American Woolen Company che in due anni fece passare il club dalla National League del New England alla lega nazionale della American Soccer League.
Prima di fallire nel 1926 la formazione ebbe il tempo di vincere la National Challenge Cup (US Open Cup) nel 1925.

## Palmarès

### Competizioni nazionali
- U.S. Open Cup: 1

1924-1925

## Giocatori
- Alex Carrie (1924-1926)
- Jack Kershaw (1924-1925)
- Alec Lorimer (1925)
- Arnie Oliver (1925-1926)
- Peter Purden
- Edmund Smith (1924-1926)
- Andy Straden (1925)
- Thomas Murdoch
- David Mills
- Bill Ross
- Fred Watkins
- William Thomson
- Andrew Nixon
- Alexander Edwards
- Robert Blyth